# 杜泽逊
杜泽逊，山东大学文学院院长、教授，主要从事古籍目录学、版本学、校勘等方面的研究。杜泽逊还担任《文史哲》编辑部主编兼主任。

## 生平
1985年毕业于山东大学中文系，1987年获得硕士学位并留校工作。曾任山东大学文史哲研究院副院长、儒学高等研究院副院长及文学院院长。